# رکن‌الدین جرجانی
جُرْجانی، رکن‌الدین محمد بن علی بن محمد استرابادی حلی نجفی‌غروی اصولی، متکلم و از علمای امامی سده‌های ۷ و ۸ می‌باشد. متأسفانه اطلاعات کمی از زندگی ایشان وجود دارد. تاریخ خاتمهٔ برخی از آثارش سال‌های ۶۹۷ و ۷۲۸ ق را نشان می‌دهد. وی مدتی در حله بود و نزد علامهٔ حلی به دانش‌اندوزی پرداخت.

## هم عصر
خواجه نصیرالدین طوسی

## آثار
- الابحاث فی تقویم الاحداث
- ترجمهٔ اوصاف الاشراف
- غایةالبادئ
- ترجمه فصول نصیریه
- الجبر و القدر
- ترجمه اخلاق ناصری
- ترجمهٔ اساس الاقتباس و شرح ثمرهٔ بطلمیوس[۱]